# Kyle Jean-Baptiste
Kyle Jean-Baptiste (Nueva York, 3 de diciembre de 1993 - Ibídem, 28 de agosto de 2015) fue un actor estadounidense de Brodway. Era el actor más joven al igual que el primer afroamericano en interpretar el personaje de Jean Valjean en el musical Los miserables en Broadway. El show fue el debut de su carrera. El 29 de agosto de 2015, murió después de caer de una escalera de incendios en la ciudad de Nueva York.

## Primeros años y educación
Kyle Jean-Baptiste fue el hijo de Serge Jean-Baptiste y sobrino de Marie Jean-Baptise. Tuvo una hermana llamada Kelsey. Kyle asistió a la  Fiorello H. LaGuardia High School, donde estaba familiarizado con el actor Ansel Elgort. Los dos aparecieron en la producción del musical Hairspray de su escuela secundaria. 
Después de concluir la secundaria asistió a la Baldwin Wallace University, una universidad de artes liberales en Berea, Ohio.

## Fallecimiento
Jean-Baptiste falleció el 28 de agosto de 2015, en el hospital Woodhull, después de caer 4 pisos desde la escalera de incendios de su madre en el edificio Fort Greene. 